# Docking (Norfolk)
Docking è un villaggio e una parrocchia civile inglese nella contea di Norfolk. Si estende su una superficie di 25,79 km2 e al censimento del 2011 contava una popolazione di 1 200 abitanti. Ai fini del governo locale esso rientra nella classificazione di Distretto non metropolitano di King's Lynn and West Norfolk.
Docking è vicino alle stazioni balneari di Hunstanton, Heacham e Brancaster. Altri villaggi circostanti sono Bircham, Bircham Newton, Ringstead, Sedgeford, Stanhoe, Syderstone e Burnham Market.
Il piccolo villaggio dell'interno di Docking deve le sue origini ai tempi dei romani. In passato era noto come Dry Docking (Docking secco), poiché non aveva proprie fonti di approvvigionamento idrico. Negli anni 1760 fu scavato un pozzo profondo circa 70 metri che forniva acqua potabile al villaggio a un quarto di penny al secchio. Il pozzo venne utilizzato fino al 1936 quando finalmente il villaggio fu collegato a un acquedotto.
A Docking fu operativo dal 1940 al 1958 un aeroporto militare della Royal Air Force. Durante la seconda guerra mondiale esso era un aeroporto satellite del Comando costiero della RAF e sede di parecchi squadroni della RAF britannica e di quella canadese. I velivoli ivi basati prestavano servizio di pattugliamento per il comando costiero ed eseguivano voli a scopo meteorologico. In questo aeroporto prestarono il loro servizio militare aeronautico gli attori Richard Burton, Robert Hardy, Warren Mitchell e il calciatore Danny Blanchflower.